# 綺麗
『綺麗』（きれい）は、サザンオールスターズの6作目のオリジナル・アルバム。1983年7月5日にレコードで発売。発売元はタイシタレーベル。
1989年6月25日にCDとカセットテープで再発売され、1998年4月22日と2008年12月3日にもCDとして再発売されている。また、2014年12月17日からはダウンロード配信、2019年12月20日からはストリーミング配信が開始されている。

## 背景・リリース
前作『NUDE MAN』から約1年ぶりとなる作品。18枚目シングル「EMANON」と同日に発売された。ジャケットデザインも同じ。
1983年6月にビクター音楽産業（現・ビクターエンタテインメント）からサザン専用レーベルであるタイシタレーベルを設立した。本作からInvitationではなく、タイシタレーベルからの発売となっており、ジャケットにもタイシタレーベルのタイマークが記載されている。
1998年の再発盤の初回限定盤は、オリジナルLP復刻ジャケット（いわゆる紙ジャケット）仕様で、森雪之丞によるライナーノーツが封入されている。

### 再発売
- 1989年6月25日（CD）VDR-7006・（CT）VCF-5006
- 1998年4月22日（CD）VICL-60216 音量改善
- 2008年12月3日（CD）VICL-63306 リマスタリング
- 2024年12月4日（ダウンロード・ストリーミング）リマスタリング

## 受賞歴
| 年     | 音楽賞                 | 結果               | 出典  |
| ------ | ---------------------- | ------------------ | ----- |
| 1983年 | 第25回日本レコード大賞 | ベスト・アルバム賞 | [ 8 ] |

## 収録曲
- 初回限定盤（再発盤）・通常盤共通収録。既発曲の解説は各収録作品を参照のこと。

| 全作詞・作曲: 桑田佳祐。 |                              |           |            |                                           |      |
| #                        | タイトル                     | 作詞      | 作曲・編曲 | 編曲                                      | 時間 |
| 1.                       | 「マチルダBABY」             | 桑田佳祐  | 桑田佳祐   | サザンオールスターズ                      | 4:22 |
| 2.                       | 「赤い炎の女」               | 桑田佳祐  | 桑田佳祐   | サザンオールスターズ                      | 3:39 |
| 3.                       | 「かしの樹の下で」           | 桑田佳祐  | 桑田佳祐   | サザンオールスターズ 八木正生（胡弓編曲） | 3:02 |
| 4.                       | 「星降る夜のHARLOT」         | 桑田佳祐  | 桑田佳祐   | サザンオールスターズ                      | 4:25 |
| 5.                       | 「ALLSTARS' JUNGO」          | 桑田佳祐  | 桑田佳祐   | サザンオールスターズ                      | 2:56 |
| 6.                       | 「そんなヒロシに騙されて」   | 桑田佳祐  | 桑田佳祐   | サザンオールスターズ 新田一郎（管編曲）   | 3:12 |
| 7.                       | 「NEVER FALL IN LOVE AGAIN」 | 桑田佳祐  | 桑田佳祐   | サザンオールスターズ                      | 3:53 |
| 合計時間:                | 合計時間:                    | 合計時間: | 25:29      |                                           |      |

| #         | タイトル                           | 作詞・作曲 | 編曲                                      | 時間  |
| --------- | ---------------------------------- | ---------- | ----------------------------------------- | ----- |
| 1.        | 「YELLOW NEW YORKER」              | 桑田佳祐   | サザンオールスターズ                      | 3:43  |
| 2.        | 「MICO」                           | 桑田佳祐   | サザンオールスターズ                      | 3:50  |
| 3.        | 「サラ・ジェーン」                 | 桑田佳祐   | サザンオールスターズ 新田一郎（管編曲）   | 4:04  |
| 4.        | 「南たいへいよ音頭」               | 関口和之   | サザンオールスターズ                      | 2:29  |
| 5.        | 「ALLSTARS' JUNGO (Instulmental)」 | 桑田佳祐   | サザンオールスターズ                      | 0:43  |
| 6.        | 「EMANON」                         | 桑田佳祐   | サザンオールスターズ 八木正生（弦管編曲） | 3:45  |
| 7.        | 「旅姿六人衆」                     | 桑田佳祐   | サザンオールスターズ                      | 4:32  |
| 合計時間: | 合計時間:                          | 合計時間:  | 合計時間:                                 | 23:06 |

### 曲解説
1. マチルダBABY
ロールプレイング・ゲーム (RPG) の要素が含まれている曲[9]。
制作当時は、音楽シーンがデジタル化の時代で、シンセサイザー・サウンドが積極的に取り入れられている[10]。イントロは原由子が考えたものである[11]。
ライブでは終盤で「ミス・ブランニュー・デイ」の前後に演奏されることが多い。
1985年発売の徳間書店発刊の「プログラムポシェット 85 vol.1」にはペンネーム桑田佳祐を名乗る男性読者が本作をモチーフにし、曲名もそのまま名乗った「マチルダBABY」というMSXゲームのBASIC&マシン語プログラムを投稿している[12][注釈 1]。
2. 赤い炎の女
歌詞はレズビアンについて歌われており[13]、スパニッシュ音楽を取り入れた楽曲[1]。
3. かしの樹の下で
桑田佳祐と原由子によるデュエット曲。
中国残留孤児をテーマとした楽曲である[14]。ビートルズの「ア・デイ・イン・ザ・ライフ」に影響されて制作した[14]。
4. 星降る夜のHARLOT
歌詞は売春婦の日常を描いた楽曲[15]。“HARLOT”とは英語で売春婦のこと[16]。
ボブ・マーリー&ザ・ウェイラーズのレゲエのグルーヴを土台にしている[17]。
5. ALLSTARS' JUNGO
シングル「EMANON」のカップリング曲。
6. そんなヒロシに騙されて
原由子のボーカル曲。間奏では、男性メンバーによる原に向けた掛け声が収録されている。
グループ・サウンズやサーフ・ミュージックをパロディにした曲[18]。
ジューシィ・フルーツと高田みづえがカバーしている。
7. NEVER FALL IN LOVE AGAIN
映画『1980アイコ十六歳』挿入歌[注釈 2]。
歌詞にレイ・チャールズが登場している[19]。
8. YELLOW NEW YORKER
ニューヨークに住む黄色人種を応援する歌であり、CDジャーナルからは「勢いに任せたような語呂の良い単語が並ぶ中、"輪の中の個人"など、本質を突いた言葉も出て来る」と評されている[20]。
9. MICO
歌手の弘田三枝子をテーマとした楽曲[21]。タイトルは弘田の愛称である[22]。
10. サラ・ジェーン
ロサンゼルスやヨーロッパのテイスト溢れるソウルフルなバラード作品[23]。歌詞は少女が日常に退屈して家出をする内容が綴られている[23]。
11. 南たいへいよ音頭
関口和之のボーカル曲。タイトルは「音頭」となっているが、楽曲は音頭ではなく、ラテン調となっている[24]。
関口のソロ・アルバム『World Hits!? of Southern All Stars』でこの曲がセルフカバーされた[25]。
12. ALLSTARS' JUNGO (Instrumental)
シングル「EMANON」のカップリング曲「ALL STARS JUNGO」のインストゥルメンタル。間奏部分のみ収録されている。
13. EMANON
本作と同時発売の18枚目シングル。“EMANON”とは、“NO NAME”をひっくり返したアナグラム[26]。
14. 旅姿六人衆
歌詞はバンドを支えるスタッフとファンに感謝を捧げたものである[27]。曲に入る前に桑田の「ごめん、俺が悪かった」というセリフがある[23]。
6人時代に演奏したのは1998年に静岡県浜名湖畔弁天島海浜公園・渚園で行われた『1998 スーパーライブ in 渚園』が最後であり、2001年に大森が脱退してメンバーが5人になって以降は演奏の機会が下記を除きほぼ皆無だった[28]。
2003年6月28日に『FNS27時間テレビ みんなのうた』内の企画として放送された『桑田佳祐の音楽寅さん 〜MUSIC TIGER〜 サザンオールスターズスペシャル』（フジテレビ系）ではサザンファンを公言する平井堅[注釈 3]がゲスト出演し、この曲を桑田の前で歌唱した[30][31]。
2008年に横浜国際総合競技場（日産スタジアム）で行った『真夏の大感謝祭』では演奏こそされなかったが、リハーサルの段階では候補に挙がり、曲順を決める表に貼り出されていた。また、ファンを対象に行ったリクエストランキングで32位になった[32]。
2019年の全国ツアー『LIVE TOUR 2019 “キミは見てくれが悪いんだから、アホ丸出しでマイクを握ってろ!!” だと!? ふざけるな!!』では「旅姿四十周年」として、スタッフに女性が加わることも増えた時代の変化にならい「華やかな者の影で今動く男達」の部分を「仲間達」に変えるなどタイトルや歌詞を一部変更して演奏された[28][33]。
矢部浩之（ナインティナイン）・カンニング竹山・出川哲朗・伊達みきお（サンドウィッチマン）がこの曲を気に入っていることを語っている[34][35][36]。

## 参加ミュージシャン
- 桑田佳祐 - ボーカル (#1 - 5,7 - 10,13,14) 、コーラス (#1 - 12,14)
- 大森隆志 - エレクトリックギター、アコースティック・ギター、コーラス (#1 - 14)
- 原由子 - ピアノ、オルガン、シンセサイザー、ボーカル (#3,6)
- 関口和之 - ベース、ボーカル (#11)
- 松田弘 - ドラムス、コーラス (#1 - 14) 、Electric Rhythm Equipments (#1 - 12,14)
- 野沢“毛ガニ”秀行 - パーカッション、コーラス (#1 - 14)
- マチルダBABY
  - 矢口博康 - サクソフォーン
- かしの樹の下で
  - 千藤幸蔵 - 胡弓
- NEVER FALL IN LOVE AGAIN
  - 新田一郎 - フリューゲルホルン
  - 兼崎順一 - フリューゲルホルン
- YELLOW NEW YORKER
  - 矢口博康 - サクソフォーン
- MICO
  - 矢口博康 - サクソフォーン
- サラ・ジェーン
  - 新田一郎 - トランペット
  - 兼崎順一 - トランペット
  - 淵野繁雄 - サクソフォーン、フルート
  - 早川隆章 - トロンボーン
  - 八木のぶお - ハーモニカ
- 南たいへいよ音頭
  - 矢口博康 - サクソフォーン
- EMANON
  - 玉野嘉久グループ - ストリングス
  - 兼崎順一 - トランペット
  - 武田和三 - トランペット
  - 清水靖晃 - サクソフォーン
  - 早川隆章 - トロンボーン
  - EVE - コーラス
- 旅姿六人衆
  - Amuse All Stars - コーラス

## ライブ映像作品
| 曲名                           | 作品名                                                                                            | 備考 |
| ------------------------------ | ------------------------------------------------------------------------------------------------- | --- |
| マチルダBABY                   | 平和の琉歌 〜Stadium Tour 1996 "ザ・ガールズ万座ビーチ" in 沖縄〜                                 | DVD版のエクストラメニュー「Stadium Tour 1996 "ザ・ガールズ万座ビーチ"」に一部のみ収録                    |
| マチルダBABY                   | 1998 スーパーライブ in 渚園                                                                       | |
| マチルダBABY                   | FILM KILLER STREET (Director's Cut) & LIVE at TOKYO DOME                                          | |
| マチルダBABY                   | SUPER SUMMER LIVE 2013 「灼熱のマンピー!! G★スポット解禁!!」 胸熱完全版                           | |
| マチルダBABY                   | おいしい葡萄の旅ライブ –at DOME & 日本武道館-                                                     | |
| マチルダBABY                   | LIVE TOUR 2019 “キミは見てくれが悪いんだから、アホ丸出しでマイクを握ってろ!!” だと!? ふざけるな!! | |
| マチルダBABY                   | THANK YOU SO MUCH                                                                                 | 完全生産限定盤のスペシャルディスクに収録。『ROCK IN JAPAN FESTIVAL 2024 in HITACHINAKA』での歌唱シーン。 |
| 赤い炎の女                     | 1998 スーパーライブ in 渚園                                                                       | |
| 赤い炎の女                     | LIVE TOUR 2019 “キミは見てくれが悪いんだから、アホ丸出しでマイクを握ってろ!!” だと!? ふざけるな!! | |
| かしの樹の下で                 | 未収録                                                                                            | |
| 星降る夜のHARLOT               | 未収録                                                                                            | |
| ALLSTARS' JUNGO                | →「 EMANON § ライブ映像作品 」を参照                                                              | |
| そんなヒロシに騙されて         | →「 そんなヒロシに騙されて § ライブ映像作品 」を参照                                              | |
| NEVER FALL IN LOVE AGAIN       | SUPER SUMMER LIVE 2013 「灼熱のマンピー!! G★スポット解禁!!」 胸熱完全版                           | |
| YELLOW NEW YORKER              | 未収録                                                                                            | |
| MICO                           | 未収録                                                                                            | |
| サラ・ジェーン                 | 未収録                                                                                            | |
| 南たいへいよ音頭               | 未収録                                                                                            | |
| ALLSTARS' JUNGO (Instrumental) | 未収録                                                                                            | |
| EMANON                         | 未収録                                                                                            | |
| 旅姿六人衆                     | 1998 スーパーライブ in 渚園                                                                       | |
| 旅姿六人衆                     | LIVE TOUR 2019 “キミは見てくれが悪いんだから、アホ丸出しでマイクを握ってろ!!” だと!? ふざけるな!! | 「旅姿四十周年」として歌詞を変更した上での歌唱。                                                         |